# تپه کوچک شریف‌آباد
تپه کوچک شریف‌آباد مربوط به عصر برنز قدیم است و در شهرستان نهاوند، بخش خزل، روستای شریف‌آباد واقع شده و این اثر در تاریخ ۲۴ اسفند ۱۳۸۳ با شمارهٔ ثبت ۱۱۴۵۲ به‌عنوان یکی از آثار ملی ایران به ثبت رسیده است.